# Мінаміасо
32°49′21″ пн. ш. 131°1′53″ сх. д. / 32.82250° пн. ш. 131.03139° сх. д.
Мінаміасо (яп. 南阿蘇村) — село в Японії, в префектурі Кумамото.